# 인터넷

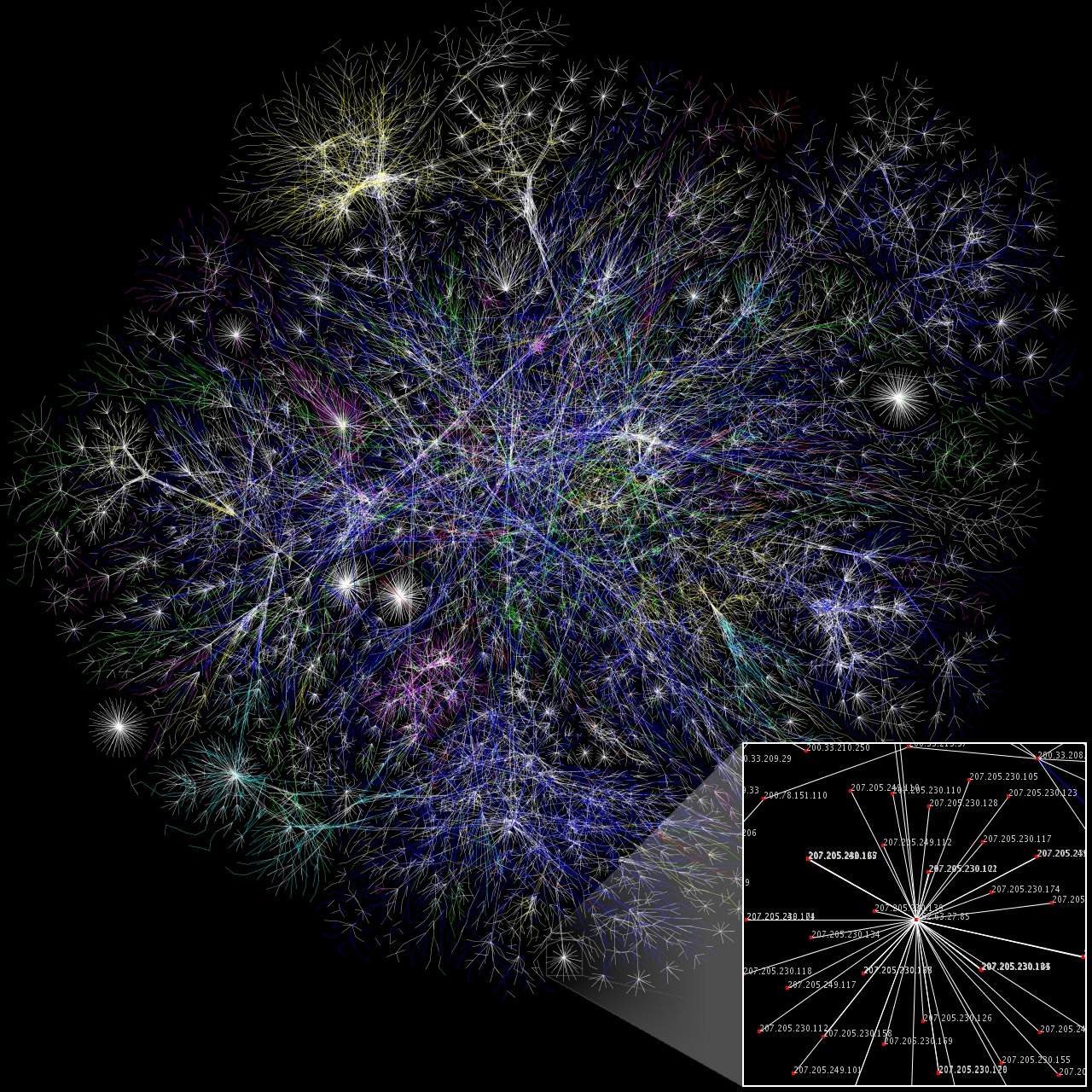
라우터를 통해 연결된 인터넷을 시각화한 그림.

인터넷(영어: Internet, 문화어: 인터네트)은 컴퓨터로 연결하여 TCP/IP(Transmission Control Protocol/Internet Protocol)라는 통신 프로토콜을 이용해 정보를 주고받는 컴퓨터 네트워크이자, 네트워크와 장치 사이의 통신을 목적으로 상호 연결된 '글로벌 컴퓨터 네트워크 시스템'(global system of interconnected computer networks)이다.
인터넷이란 이름은 1973년 TCP/IP를 정립한 빈튼 서프와 밥 간이 '네트워크의 네트워크'를 구현하여 모든 컴퓨터를 하나의 통신망 안에 연결(International Network)하고자 하는 의도에서 이를 줄여 인터넷(Internet)이라고 처음 명명하였던 데 어원을 두고 있다. 이후 인터넷은 "정보의 바다"라고 불리면서 컴퓨터가 서버와 클라이언트로 연결되어 TCP/IP를 이용해 정보를 주고 받게 되었다.
복수의 통신망을 집합시킨 광역 통신망을 뜻하는 일반명사를 '인터네트워크'(internetwork)라고 하는데, 미국 국방성의 아파넷은 이러한 인터네트워크를 본격적으로 구축한 최초의 사례이다. 아파넷은 초기에는 연구목적으로 쓰였으나 참여 기관이 늘어나면서 다양한 목적으로 아파넷을 쓰고자 하는 요구가 많아졌다. 또한, 컴퓨터의 종류가 다양해지면서 프로토콜을 재정비할 필요성이 부각되었다. 1983년, 미국 국방성은 군사용 네트워크 기능을 밀넷(MILNET, Military Network)으로 분리시키고, 아파넷은 민간용 네트워크가 되었다. 또한, 초창기에 사용하던 NCP(Network Control Program)보다 네트워크 속도 및 안정성이 향상된 TCP/IP를 공식 프로토콜로 도입했다. 이로 인해 인터넷 컴퓨터 네트워크의 기본 구조가 갖춰졌으며, 이 때를 즈음하여 '인터넷'은 단순히 일반명사 '인터네트워크'의 약어가 아닌 고유명사 취급을 받기 시작했다.
'internetwork'의 약어인 'internet'과 구별하기 위해 고유명사 인터넷은 'Internet' 또는 'INTERNET' 등으로 표기한다. 인터넷은 근거리 통신망 등 소규모 통신망을 상호 접속하는 형태에서 점차 발전하여 전 세계를 망라하는 거대한 통신망의 집합체가 되었다. 인터넷에는 PC 통신처럼 모든 서비스를 제공하는 중심이 되는 호스트 컴퓨터 (서버컴퓨터)도 없고 이를 관리하는 조직도 없다. 인터넷을 대표하는 조직으로 ISOC(Internet Society)가 있긴하나 인터넷을 총괄 관리하는 기구는 아니다. 그러나 인터넷을 총괄적으로 관리하지는 않지만 인터넷상의 어떤 컴퓨터 또는 통신망에 이상이 발생하더라도 통신망 전체에는 영향을 주지 않도록 실제의 관리와 접속은 세계 각지에서 분산적으로 행해진다.
대중적인 월드 와이드 웹은 하이퍼텍스트 전송 프로토콜(HTTP)과 함께 사용되고, HTTP로 되어 있는 웹 페이지를 보기 위한 웹 브라우저로는 마이크로소프트의 인터넷 익스플로러, 모질라 재단의 모질라 파이어폭스 등을 이용한다.
인터넷은 표준 인터넷 프로토콜 집합(TCP/IP)을 사용해 전 세계 수십억 명의 사용자들에게 제공되는 지구 전체의 컴퓨터 네트워크 시스템이다. 인터넷은 개인, 학교, 기업, 정부 네트워크 등을 한정적 지역에서 전체 영역으로 유선, 무선, 광케이블 기술 등을 통해 연결하여 구성한 네트워크들의 네트워크이다. 인터넷은 하이퍼텍스트 마크업 언어(HTML)나 전자 우편을 지원하는 기반 기술 등을 통해 광대한 범위의 정보 자원과 서비스들을 운반한다.
인터넷 구축에 사용된 하드웨어와 프로토콜은 전화, 음악스트리밍, 영화스트리밍, 홈카라오키, 게임, 홈서버 등의 서비스로 구현하고 있다.
인터넷과 모바일 등 뉴미디어가 빠르게 보급되면서 텔레비전으로 방송 콘텐츠를 즐기는 사람이 줄었으며, 신문이나 도서 등의 출판물들도 웹사이트 기술에 맞춰 새롭게 구현되었다. 특히 블로그나 RSS 등과 같은 형태로 독자들에게 서비스되기 시작하였으며, 사람들의 소통방식도 인스턴스 메시지, 인터넷 포럼, 소셜 네트워크 서비스(SNS) 등으로 진화해 나갔다. 아웃렛이나 소규모 상인, 도매상의 영역에서도 온라인 쇼핑몰이 거대한 변화를 가져왔으며, 인터넷 거래와 금융서비스 등에 의해 전체 유통체계도 영향을 받게 되었다.
추가로 덧붙이자면, 인터넷이 탄생하게 된 직접적 요인은 미국과 소련 사이에 치열했던 국가적 경쟁이라고 볼 수 있고 이 과정에서 GPS 또한 발전됐다고 볼 수 있다.

## 역사

### 인터넷의 역사
인터넷의 유래는 1960~1970년대 미국 국방부 산하의 고등 연구국(Advanced Research Projects Agency, ARPA)의 연구용 네트워크가 시초이며, 군사용 네트워크는 밀네트(MILNET)로 발전되었다. 동서냉전이 한창이던 때 미국 국방부 고등계획국에서는 핵전쟁 등의 상황에서도 살아남을 수 있는 네트워크를 연구하였다. 연구결과 기존의 회선 교환(circuit switching)방식보다는 패킷 교환(packet switching)방식이 매우 견고하고 생존성이 높았다. 최초의 2 노드간의 상호연결은 1969년 10월 29일 UCLA와 SRI연구소간에 연결되었다. 이 통신망을 ARPANET이라고 하였으며 현재의 인터넷망의 시초이다.
현재와 같이 TCP/IP 기반의 네트워크가 된 것은 1983년 1월 1일 ARPANET이 NCP 패킷 송출을 중단한 것이 기점이다.
ARPANET과 별도로 1986년 미국과학재단(National Science Foundation)은 5곳의 슈퍼컴퓨터 센터를 연결하여 NSFnet을 만들었는데, 1980년대 말에 이르러 ARPANET이 흡수통합되면서 대학, 연구소, 정부기관, 기업 등 세계 모든 곳을 연결하는 국제 통신망으로 발전하게 되었다. NSFnet의 등장은 네트워크 기술이 정부나 공공기관 중심이 아닌 민간부문에까지 확대되는 결과를 가져왔다.
1989년에는 그래픽 환경이 개선되고 월드와이드웹이 등장하면서 네트워크 기술에 한 단계 진일보한 기술이 부가되었다. 이를 통해 기존의 교육이나 공공목적으로 주요 사용되던 네트워크 기술에 민간기업의 참여로 상업적 목적의 온라인 서비스가 추가되고 이용자층 또한 사회 여러 계층으로 확산되면서 바야흐로 인터넷은 콘텐츠 면에서나 이용자 면에서 모두 양적•질적 팽창을 가져오게 되었다.
인터넷의 상업적 이용이 허용되고, 인터넷을 보다 편리하게 사용할 수 있는 브라우저로서 1993년 모자이크(Mosaic)가 출시되면서 사용자가 폭발적으로 증가하였다. 1994년에는 대표적 검색서비스인 야후가 등장했고, 그 이듬해에는 미국의 대표적 온라인 통신업체인 컴퓨서브(CompuServe), 아메리카 온라인(America Online), 그리고 한때는 마이크로소프트사의 익스플로러와 양대 웹브라우저로 간주되었던 넷스케이프(Netscape)가 선을 보였다.
현재는 전 세계 146개의국 5,000여 컴퓨터 네트워크와 900만대 이상의 호스트 컴퓨터가 연결되어 있다.

### 대한민국의 인터넷 역사
한국 최초의 인터넷은 1982년 5월 15일 전길남 박사가 주도하여 서울대학교와 한국전자기술연구소(현 ETRI) 사이에 구축한 네트워크 시스템이다. 한국은 미국에 이어 세계에서 두 번째로 인터넷 연결에 성공한 나라가 되었다. 1993년 인터넷 접속 서비스를 실시하였으며 1990년대 후반부터 PC와 초고속 인터넷이 빠르게 보급되었고 이후 국민 거의 대부분이 초고속 인터넷을 이용하였는데, 김대중 정부는 과감한 초고속 인터넷망 투자로, 미국이나 일본보다 앞선 인터넷 문화를 만들었다. 김대중 정부는 1998년 6월에 초고속 인터넷 서비스를 시작했고, 4년 만에 대한민국은 초고속 인터넷 가입자가 1000만 명을 넘어섰었다.
1999년 초고속 인터넷이 보급된 이후 포털사이트 붐이 일어났는데, 2000년대 초반까지 인기를 끌었던 포털사이트는 야후, 다음, 네이버, 프리챌, 라이코스, 아이러브스쿨, MSN, 드림위즈 등이었다. 기존 PC통신 업체였던 하이텔, 나우누리, 천리안, 넷츠고, 유니텔 역시 전부 포털 진출을 선언했으며 이에 따라 2000년대 초반에는 1세대 포털사이트와 PC통신이 IT 시장에서 공존하였다. 2003년까지 대한민국 포털사이트 점유율 1위는 다음이었고, 이 후 2위로 네이버, 야후! 코리아, 프리챌, 아이러브스쿨, 드림위즈 등이 나란히 경쟁을 하는 구조였다.
2000년대 중반, 대한민국 인터넷 시장은 한 차례 변화를 맞았다. 네이트와 싸이월드의 급부상으로 인해 기존의 1세대 포털사이트들은 그 위상을 잃고 쇠퇴하기 시작했다. 2002년 가입자 1,500만명을 보유하던 프리챌은 유료화 선언으로 이용자들이 싸이월드로 대거 이전하였고 결국 다음 해인 2003년 파산했다. 거대 포털이었던 다음과 야후코리아는 지식인, 블로그, 카페 서비스로 급부상한 네이버에게 점유율 1위를 내어주며 쇠퇴했다. 또한 2000년대 초반까지 1세대 포털과 공존했던 PC통신 역시 시장에서 완전히 퇴장당했다. 2000년대 중~후반의 인터넷 포털은 디지털 카메라의 넓은 보급으로 이전과 다르게 사진, 동영상 등을 개시하는 문화로 이루어졌으며 이에 따라 싸이월드의 미니홈피 서비스가 4000만명이 넘는 가입자 수를 기록하며 큰 인기를 끌었다.
2010년대에 들어서는 스마트폰의 보급으로 인해 인터넷 역시 모바일 문화와 결합되어 시장의 형태가 바뀌게 되었다. 기존의 싸이월드와 네이트는 모바일 서비스에 전혀 대비하지 못해 스마트폰의 대중화가 시작된 2011년부터 외국계 모바일 SNS인 트위터에게 점유율을 뺏기고 시장에서 도태되었으며, 다음과 야후!코리아 등의 기타 포털 사이트들도 스마트폰의 대중화에 위기를 맞았다.
2022년 대한민국의 PC 포털사이트는 모바일 시장에 밀려 대중성을 잃었으며, 모바일 시장에 맞춘 구글과 네이버 등만이 대중적으로 사용되고 있다.

### 인터넷 이용자 수
2002년 2월에 전 세계 인터넷 이용자의 수는 5억 4420만 명에 이르렀는데, 북미 지역이 1억 8123만 명으로 가장 많았고, 그 다음이 유럽 지역으로 1억 7135만 명에 달했으며, 중동과 아프리카 지역은 이용률이 매우 낮았다. 2001년에 대한민국의 인구 100명당 인터넷 이용자의 수는 51명으로 세계 5위 수준이었는데, 2000년에는 세계 6위였으나 미국과 캐나다를 추월하고 싱가포르에는 추월 당해서 5위가 되었고, 이에 아이슬란드(68명), 싱가포르(61명), 노르웨이(60명), 스웨덴(52명) 등은 인구 100명당 인터넷 이용자의 수가 대한민국보다 많았고 미국(50명), 일본(45명) 등은 대한민국보다 적었다.

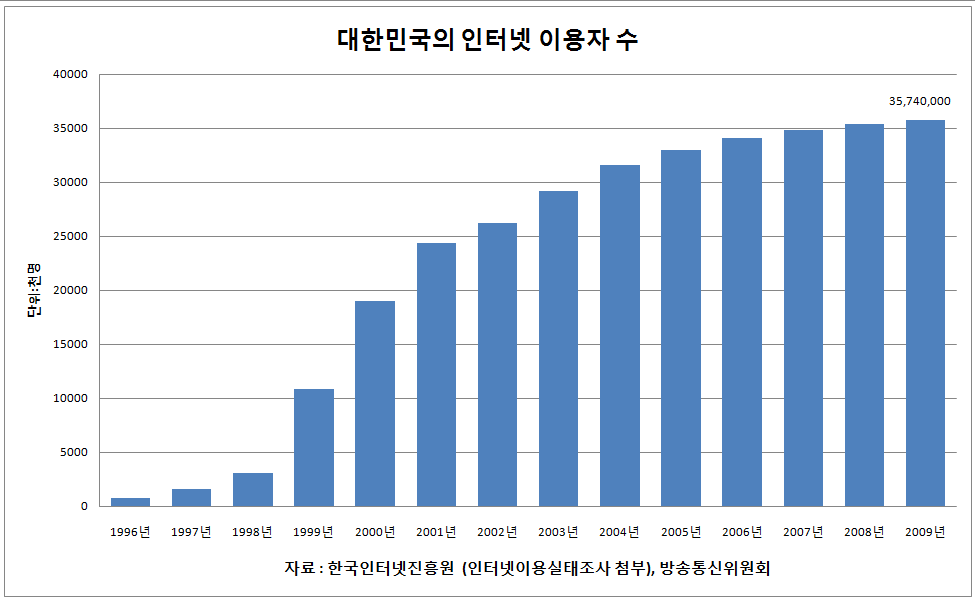
대한민국의 인터넷 이용자 수 (통계).

## 특징
- 인터넷은 사람들의 '선한 측면'과 '작은 노력'을 컨텐츠로 집약하여 요약을 보여줄 가능성이 있는 기술이다.
- 인터넷은 지금까지는 사회의 소수 계층에게만 가능했던 행동(표현, 사회 공헌 등)과 전시를 모든 사람에게 개방하는 기술이다.
- 인터넷은 올바른 정보활용을 통해 개인의 고유한 특성(개성, 지향성)을 발견해 내고 증폭시키는 데에 매우 유효적절한 기술이다.
- 인터넷은 사회적 선택의 폭(정보검색)을 넓혀 주는 기술이다.

## 주요 국가별 속도
2009년 기준, 세계 10대 인터넷 다운로드 전송 속도는 다음과 같다.
| 국가명      | 속도(단위:Mb/초) | 국가명   | 속도(단위:Mb/초) |
| ----------- | ---------------- | -------- | ---------------- |
| 대한민국    | 20.97            | 라트비아 | 12.75            |
| 일본        | 15.78            | 루마니아 | 12.46            |
| 올란드 제도 | 14.96            | 벨기에   | 11.71            |
| 리투아니아  | 13.12            | 네덜란드 | 11.65            |
| 스웨덴      | 12.99            | 몰도바   | 9.59             |

2009년 기준, 세계 10대 인터넷 업로드 전송 속도는 다음과 같다.
| 국가명      | 속도(단위:Mb/초) | 국가명     | 속도(단위:Mb/초) |
| ----------- | ---------------- | ---------- | ---------------- |
| 리투아니아  | 8.84             | 홍콩       | 4.90             |
| 일본        | 7.07             | 루마니아   | 4.89             |
| 벨기에      | 5.50             | 러시아     | 4.65             |
| 올란드 제도 | 5.32             | 스웨덴     | 4.57             |
| 라트비아    | 5.09             | 슬로베니아 | 4.40             |

2013년 1분기 기준, 세계 10대 인터넷 평균 연결 속도는 다음과 같다.
| 국가명      | 속도(단위:Mb/초) | 국가명   | 속도(단위:Mb/초) |
| ----------- | ---------------- | -------- | ---------------- |
| 대한민국    | 14.2             | 일본     | 11.7             |
| 홍콩        | 10.9             | 스위스   | 10.1             |
| 네덜란드    | 9.9              | 라트비아 | 9.8              |
| 체코 공화국 | 9.6              | 스웨덴   | 8.9              |
| 미국        | 8.6              | 덴마크   | 8.2              |

세계 평균 연결 속도는 3.1Mbps로, 처음으로 3Mbps를 넘었다.

## 인터넷의 영향
인터넷의 영향은 다음과 같다.
1. 경제적 효율성 제고
(1)기업측면 : 비용절감 효과
  - 기업의 마케팅 지출 중 온라인 마케팅 비율은 15%
  - 인터넷을 통한 전자상거래는 기업의 마케팅 및 물류 비용 절감

※ 세계 전자상거래 시장규모 : 8조 달러 (B2B, B2C 포함)
2. 국가경제 성장에 기여
(1)인터넷의 경제성장 기여효과
  - 인터넷은 조사대상 13개국 GDP의 3.4%에 기여
  - 인터넷의 전 세계 GDP 기여도 추정치 : 약 1조 6720억 달러 (전 세계 GDP의 2.9%)
  - 지난 5년간 인터넷 강국에서 인터넷은 GDP성장에 평균 21%기여

(2)민간소비•투자 및 공공지출에 기여
  - '09년 미국 인터넷 이용자의 총소비는 2,500억 달러(약 26.4조) 규모이며, 구매자 1인당 연평균지출은 1,773달러(약 187만원)
  - 인터넷 관련 기술에 투자하는 민간투자규모는 인터넷의 GDP기여분의 29%이며, 공공지출은 15%에 해당

(3)'09년 전 세계에서 인터넷과 전 세계에서 인터넷과 관련된 소비지출 규모는 1조 6,700억 달러로 캐나다나 스페인의 규모보다 큰 것으로 나타남
  - '09년 캐나다 GDP : 1조 3,400억 달러 / 스페인 GDP : 1조 4,600억 달러

(4)인터넷은 국가에 따라 GDP의 0.8 ~ 6.3%에 기여하며, 한국은 4.6%로 나타남
3. 개인의 생활수준 향상
(1)인터넷은 실질적인 소비자 잉여를 발생시킴
  - 인터넷을 통한 e-mail, 정보검색, 블로깅 및 Social Network 이용은 실질적인 소비자 잉여 제공
4. 고용 창출 효과
(1)일반적으로 인터넷이 고용을 감소시키거나 중립적 영향을 주는 것으로 알려져 있으나 실제로는 고용창출 효과가 존재한다=>
  - 프랑스의 경우 인터넷이 일자리 50만개를 없애고 120만개를 만들어 일자리 70만개 창출

## 같이 보기
- 인터넷 접속 속도에 따른 나라 목록